# Liriope spicata
Pour les articles homonymes, voir Liriope et Spicata.
Espèce
Classification phylogénétique
Liriope spicata est une espèce de plantes monocotylédones originaires d'Asie tempérée de la famille des Liliacées ou Asparagacées selon la classification.

## Description
Il s'agit d'une plante herbacée rhizomateuse, stolonnifère.
Ses feuilles, lancéolées, ont de vingt à soixante centimètres de long sur trois à dix millimètres de large. Elles sont persistantes.
La floraison, estivale, peut se prolonger au début d'automne. L'inflorescence est un épi, pouvant mesurer de 6 à 15 centimètres, à nombreuses fleurs, bleues ou parfois mauves.
Les fleurs, en petites grappes de trois à cinq sur l'épi floral, ont six tépales et portent six étamines dont le filament et l'anthère sont de taille approximativement égale : deux millimètres ; l'ovaire est supère, à trois locules.
Le fruit est globulaire, d'environ cinq millimètres de diamètre.
Cette espèce compte de nombreuses variétés :
- Liriope spicata var. densiflora (Maxim. ex Baker) C.H.Wright (1903) : voir Liriope graminifolia var. densifolia Maxim. ex Baker
- Liriope spicata var. densifolia (Maxim. ex Baker) C.H.Wright (1903) : voir Liriope graminifolia var. densifolia Maxim. ex Baker
- Liriope spicata var. humilis F.Z.Li (1986)
- Liriope spicata fo. koreana (Palib.) H.Hara (1984) : voir Liriope koreana (Palib.) Nakai - synonyme : Ophiopogon spicatus var. koreanus Palib.
- Liriope spicata var. latifolia Franch. (1884) : voir Liriope muscari (Decne.) L.H.Bailey
- Liriope spicata var. minor (Maxim.) C.H.Wright (1903) : voir Liriope minor (Maxim.) Makino
- Liriope spicata var. prolifera Y.T.Ma (1985)

Liriope spicata a comme nombre de base 18 chromosomes : des spécimens sont diploïdes (36 chromosomes), tétraploïdes (72 chromosomes) ou hexaploïdes (108 chromosomes).

## Distribution
Liriope spicata est originaire de Chine (Anhui, Fujian, Gansu, Guangdong, Guangxi, Guizhou, Hainan, Hebei, Henan, Hubei, Hunan, Jiangsu, Jiangxi, Shaanxi, Shandong, Shanxi, Sichuan, Taiwan, Yunnan, Zhejiang), de Corée, du Japon et du Viêt Nam.
Cette espèce est maintenant diffusée comme plante ornementale dans l'ensemble des pays à climat tempéré.
Son caractère drageonnant peut la rendre envahissante, en milieu frais mais pas trop humide et en situation ombragée comme les sous-bois clairs.

## Position taxinomique
En 1787, Carl Peter Thunberg décrit cette plante dans le genre Convallaria : Convallaria spicata Thunb.
En 1790, João de Loureiro la place dans le genre Liriope : Liriope spicata (Thunb.) Lour., comme plante type du genre qu'il crée à cette occasion.
En 1821, John Bellenden Ker Gawler la place, à tort, dans le genre Ophiopogon, genre qu'il avait créé en 1807, en ignorant ou rejetant le genre Mondo créé par Michel Adanson en 1763, établissant ainsi une synonymie de fait, genre qui a été cependant validé par l'usage ultérieurement : Ophiopogon spicatus (Thunb.) Ker Gawl.
En 1830, Constantine Samuel Rafinesque la place dans le genre Globeria qu'il avait créé à cette occasion : Globeria spicata (Thunb.) Raf.
Elle compte de fait de nombreux synonymes, liés à la confusion taxinomique concernant le genre :
- Convallaria spicata Thunb.
- Globeria spicata (Thunb.) Raf.
- Mondo fauriei (H.Lév. & Vaniot) Farwell
- Ophiopogon fauriei H.Lév. & Vaniot
- Ophiopogon spicatus (Thunb.) Ker Gawl.

Cette espèce est, comme le genre, placée actuellement dans la famille des Asparagacées, sous-famille des Nolinoideae.

## Utilisation
Liriope spicata est utilisée traditionnellement en médecine chinoise comme plante aphrodisiaque et stimulante par consommation des rhizomes.
Le principal usage actuel est ornemental, souvent comme plante couvre-sol, en raison de sa robustesse, de sa floraison estivale et tardive et du couvert permanent que cette espèce procure.
Quelques variétés horticoles sont disponibles :
- Liriope spicata 'Moneymaker'
- Liriope spicata 'Silver Dragon' - variété panachée de blanc

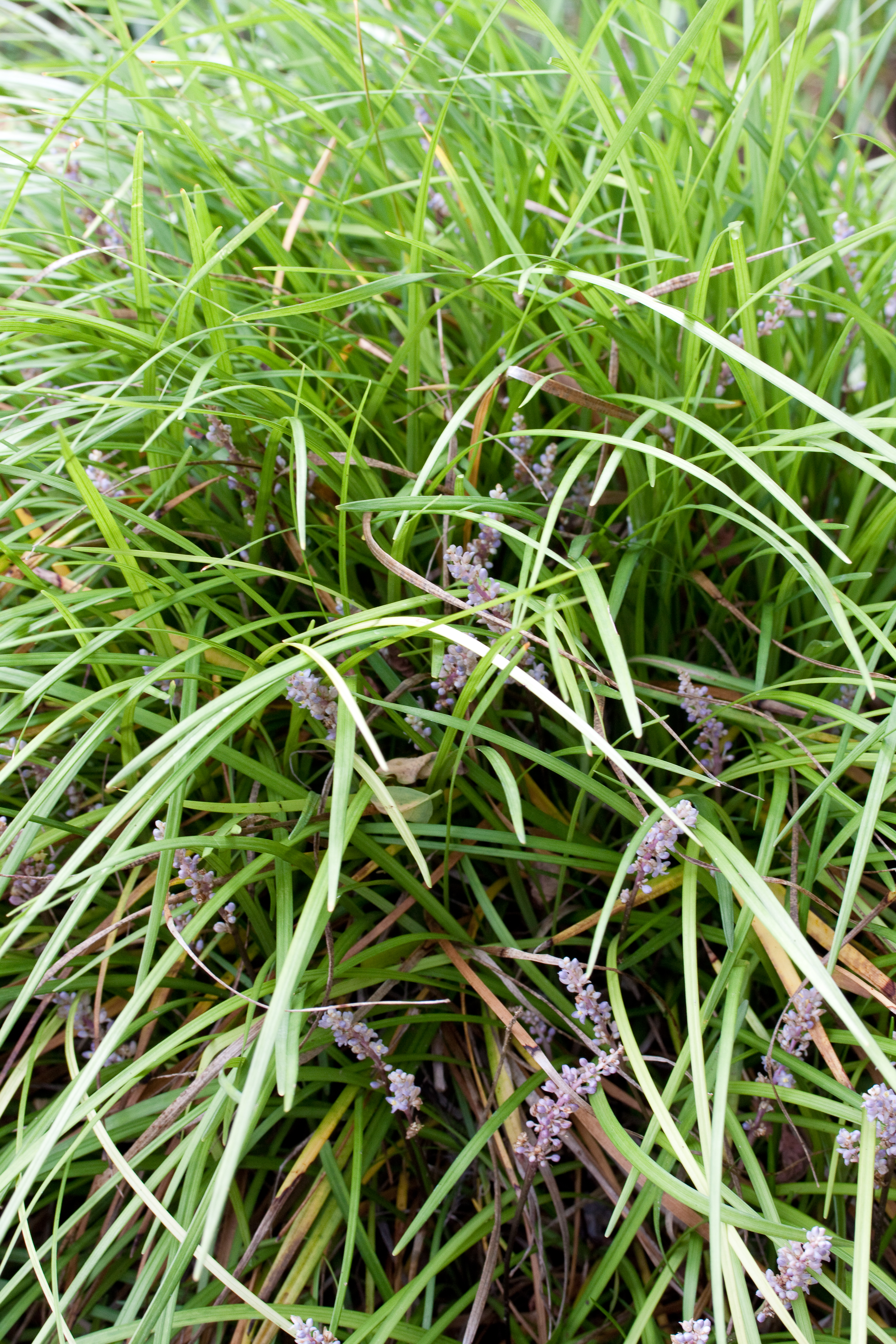
Floraison
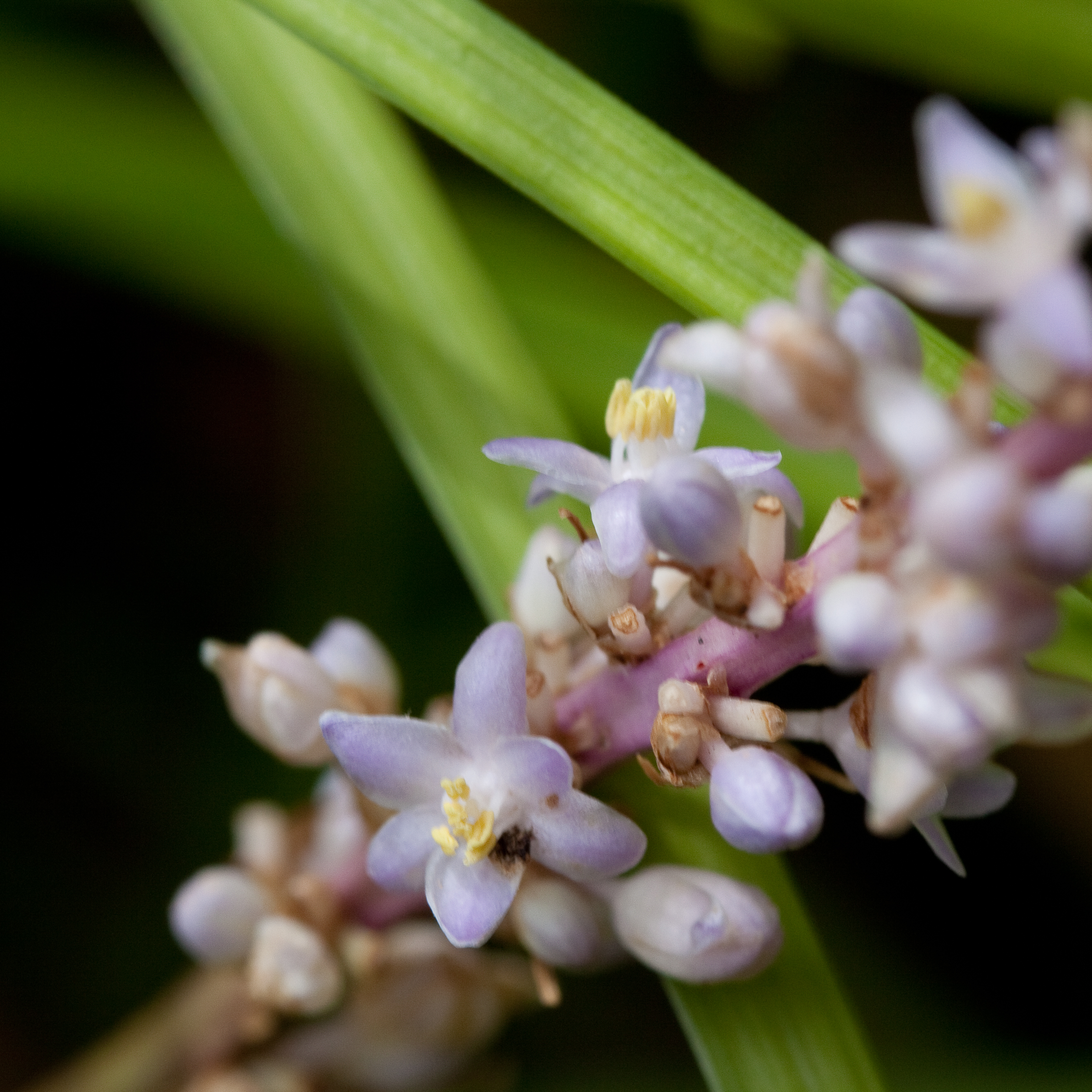
Fleurs